# Camp de Voves
Le camp de Voves en Eure-et-Loir, situé à 25 km au sud-est de Chartres, est un camp d'internés politiques et de résistants, utilisé du 5 janvier 1942 au 9 mai 1944, et administré par l'État français. Dans les documents officiels, sa dénomination est « Centre de séjour surveillé de Voves », et parfois « camp de concentration » de  Voves. Durant la Seconde Guerre mondiale, trois camps se sont succédé sur le même site.

## Historique

### 1940-1941: camp de prisonniers de guerre français
Situé en Beauce, au sud de la bourgade de Voves, le site a été d'abord utilisé par l'aviation française à la fin de la Première Guerre mondiale. Durant la drôle de guerre, il reçoit une unité de DCA et une unité du Génie.
L'armée allemande occupe Voves au matin du 17 juin 1940. Elle concentre quelques milliers de soldats français prisonniers à l'usine Moreau et en d'autres lieux, puis sur le site du camp. De nouveaux baraquements sont construits, on les entoure d'une double rangée de fils barbelés, on installe des miradors, des mitrailleuses et des réflecteurs électriques. C'est le Frontstalag no 202, qui aurait enfermé 7 000 prisonniers de guerre. Parmi eux, le futur collaborateur et historien Jacques Benoist-Méchin, libéré en août 1940 et auteur de La moisson de Quarante, et le futur acteur Jean Lefebvre.
Après le transfert des prisonniers de guerre métropolitains en Allemagne, le camp reçoit des prisonniers nord-africains entre mars et juin 1941.

### 1942-1944: camp d'internés politiques
La répression du régime de Vichy s'accentue à partir de l'été 1941. En décembre, le directeur du camp d'Aincourt en Seine-et-Oise se rend à Voves pour réaménager le camp. De son côté, le préfet d'Eure-et-Loir, Pierre Le Baube, envisage la « transformation en centre d'internement administratif » du « camp de prisonniers de Voves, actuellement sous autorité allemande », selon les termes de son courrier au préfet régional d’Orléans, daté du 30 décembre 1941. Le 5 janvier 1942, une trentaine d'internés d'Aincourt arrivent à Voves pour procéder aux travaux. Le camp deviendra le centre de séjour surveillé no 15.
Le camp de Voves enferme désormais des militants politiques, principalement communistes, et syndicaux. Il comprend deux parties en forme de trapèze : à l'est de la route départementale, le camp des internés, d'une superficie de sept hectares et 85 ares ; à l'ouest de la route, le quartier administratif ou « camp des gendarmes », d'une superficie de un hectare et trois ares. Cinquante-deux baraques ont été construites, dont quarante-cinq dans le camp des internés qui en occupaient vingt-deux. D'après les recherches entreprises par le Comité du souvenir du camp de Voves, 2 040 internés, tous des hommes, sont passés par ce camp de janvier 1942 à mai 1944. La plupart venait des camps d'Aincourt, de Choisel (Châteaubriant), de Rouillé, de Gaillon, de Pithiviers, du centre de détention d'Écrouves. D'autres venaient des prisons ou de la préfecture de police.
Il n'y a pas eu de fusillés au camp de Voves, mais il servait de réserve d'otages et d'antichambre aux camps de la mort allemands. Dès le 10 mai 1942, 81 internés sont  déportés en train vers Compiègne, puis Auschwitz, dans le convoi des 45 000. Le 12 octobre 1943, 42 internés sont dirigés vers Mauthausen, via le fort de Romainville.
Les internés de Voves ont maintenu une solidarité forte et entretenu leur moral comme leur condition physique. Avec l'accord de la direction du camp, ils ont organisé un théâtre et une « université » qui donnait des cours de français, d'anglais, de mathématiques, de géographie, de sciences naturelles. Les internés pratiquaient le sport en prévision d'un rôle éventuel à jouer dans la Résistance.
Dès le 18 juillet 1942, une première évasion réussit, quatre internés retrouvent la liberté. Au total, vingt évasions permettent à 82 internés de rejoindre la Résistance. C'est le cas de Frédéric Sérazin, époux de France Bloch, qui profite d'un séjour à l'hôpital de Chartres pour s'évader en septembre 1943. La dernière évasion se déroule dans la nuit du 5 au 6 mai 1944 : 42 internés passent par un tunnel long de 148 mètres qu'ils avaient creusé clandestinement depuis le 19 février 1944,, malgré de nombreuses difficultés techniques. Fournis par André Thibault (1919-2005), l'un des évadés, les précisions sur le creusement du tunnel auraient inspiré John Sturges pour son film La Grande Évasion.
L'évasion du tunnel précipite la liquidation du camp de Voves. Les Allemands, qui jusqu'alors avaient laissé faire l'administration française du camp, interviennent directement. Le 9 mai 1944, les SS embarquent dans un train de wagons à bestiaux, les 407 internés qui n'ont pu s'évader. Ils sont déportés via Compiègne vers Buchenwald puis Neuengamme, comme André Migdal, alors âgé d'à peine vingt ans. En tout, 605 internés de Voves ont été déportés vers les camps de concentration et d'extermination, 194 en sont revenus selon les travaux du comité du souvenir.

### 1944-1947: camp de prisonniers de guerre allemands
Après la Libération, le camp de Voves rouvre ses portes pour les prisonniers de guerre allemands. Il devient le « dépôt de prisonniers de guerre de l'Axe numéro 502 de 1944 à 1947 ». Il s'agrandit, selon l'abbé Portal, 20 000 soldats allemands étaient gardés sur 80 hectares par l'armée américaine en septembre 1944. Puis les effectifs diminuent rapidement. 11 000 prisonniers en avril 1945, 1 500 en juillet 1945, lorsque les Américains remettent le camp aux FFI. Les derniers Allemands quittent les lieux le 19 avril 1947, après avoir participé au démontage des installations.

## Lieu de mémoire
Les rescapés des camps nazis ont fondé en 1945 l'Amicale de Châteaubriant-Voves, devenue aujourd'hui l'Amicale de Châteaubriant-Voves-Rouillé-Aincourt. Les rencontres informelles des anciens internés du camp de Voves ont abouti à une cérémonie organisée par le Comité du souvenir, chaque année au mois de mai (anniversaire de la grande évasion et de la liquidation du camp). Le site classé comprend un mémorial en forme d'obélisque, érigé en 1974, un arboretum, une baraque-musée, un wagon-témoin. Parmi les substructions encore visibles, la baraque des douches d'où partait le tunnel d'évasion.
Le camp de Voves a été inscrit en 2004 à l'inventaire des monuments historiques.

Le camp de Voves
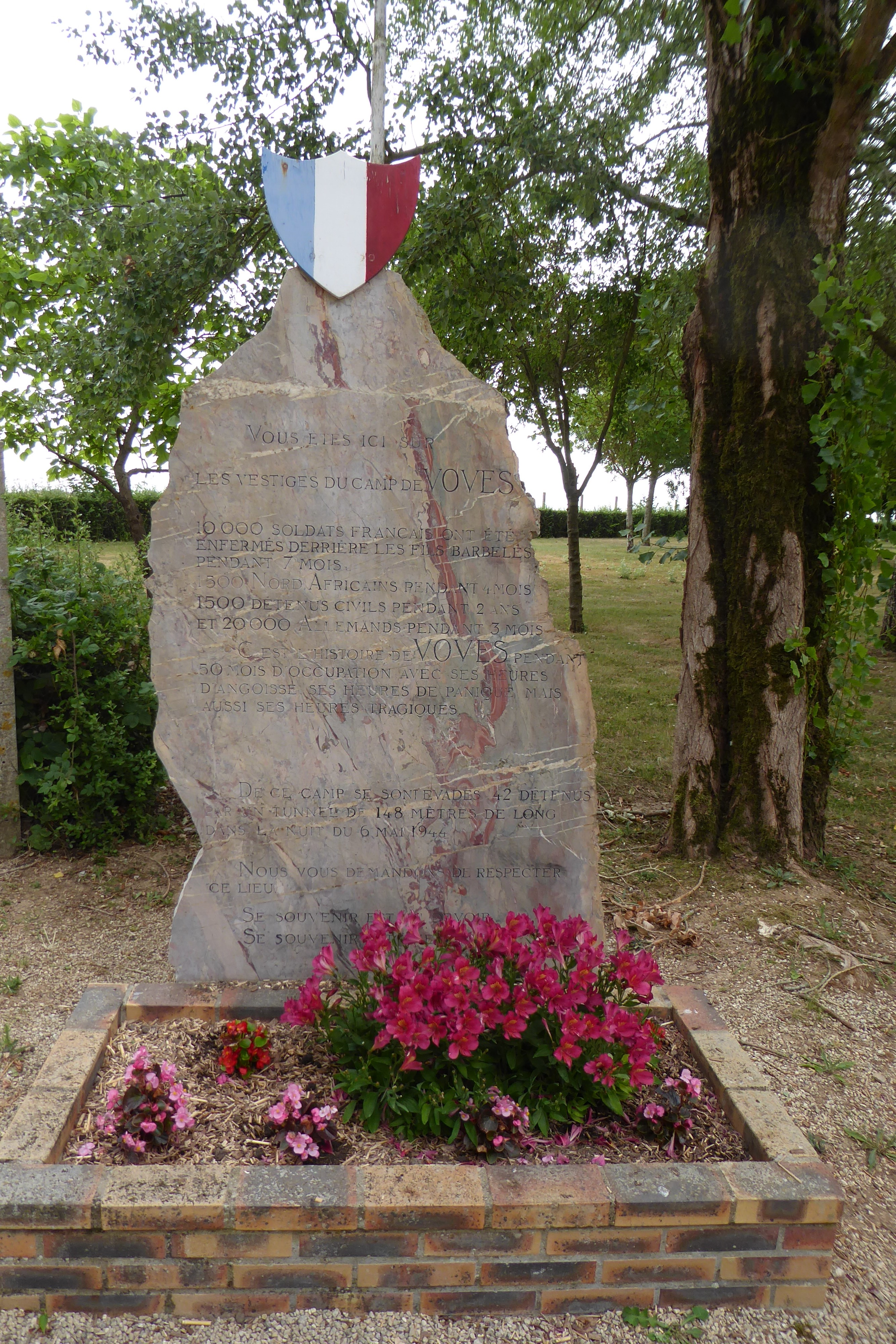
Stèle à l'entrée.
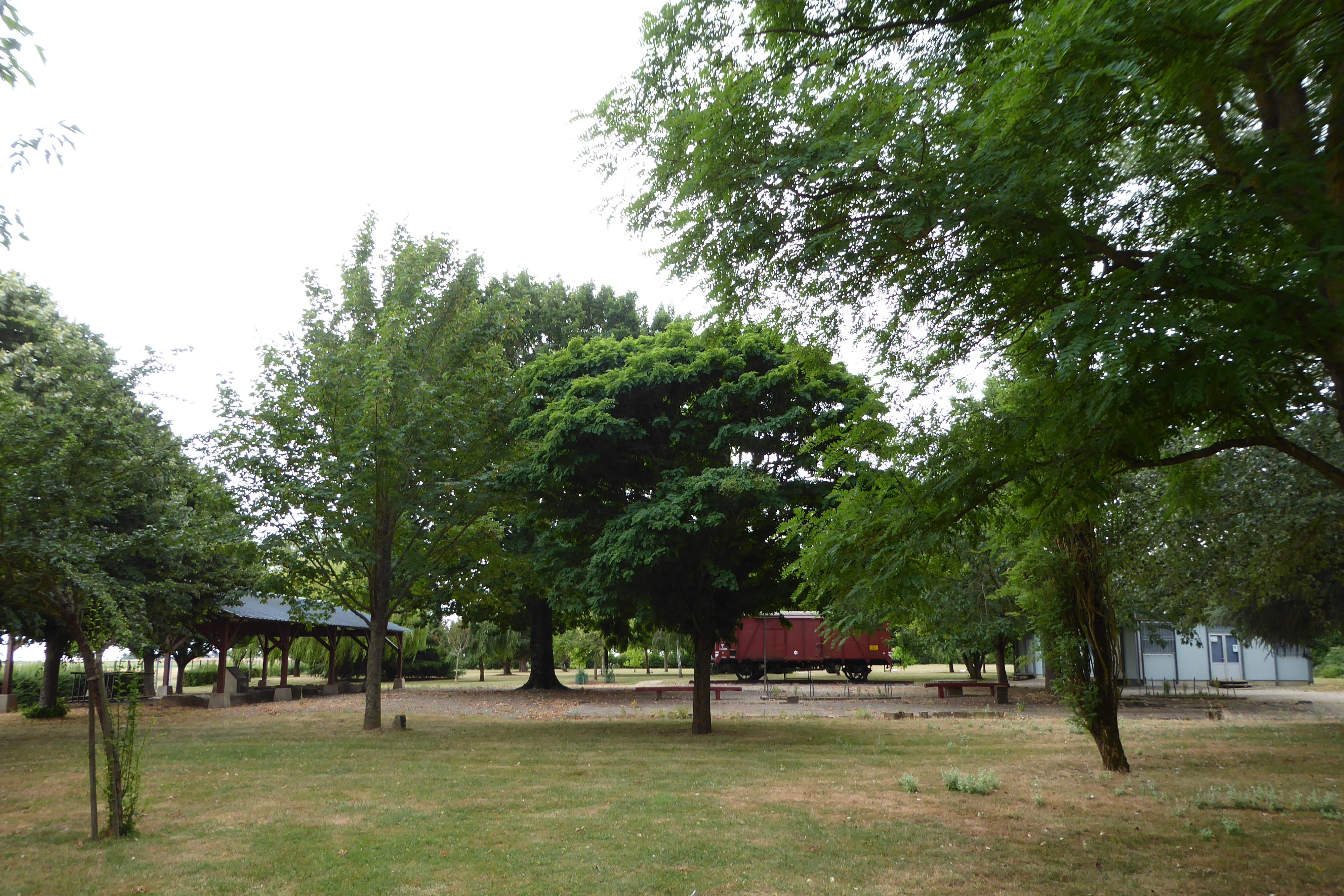
Vue générale.
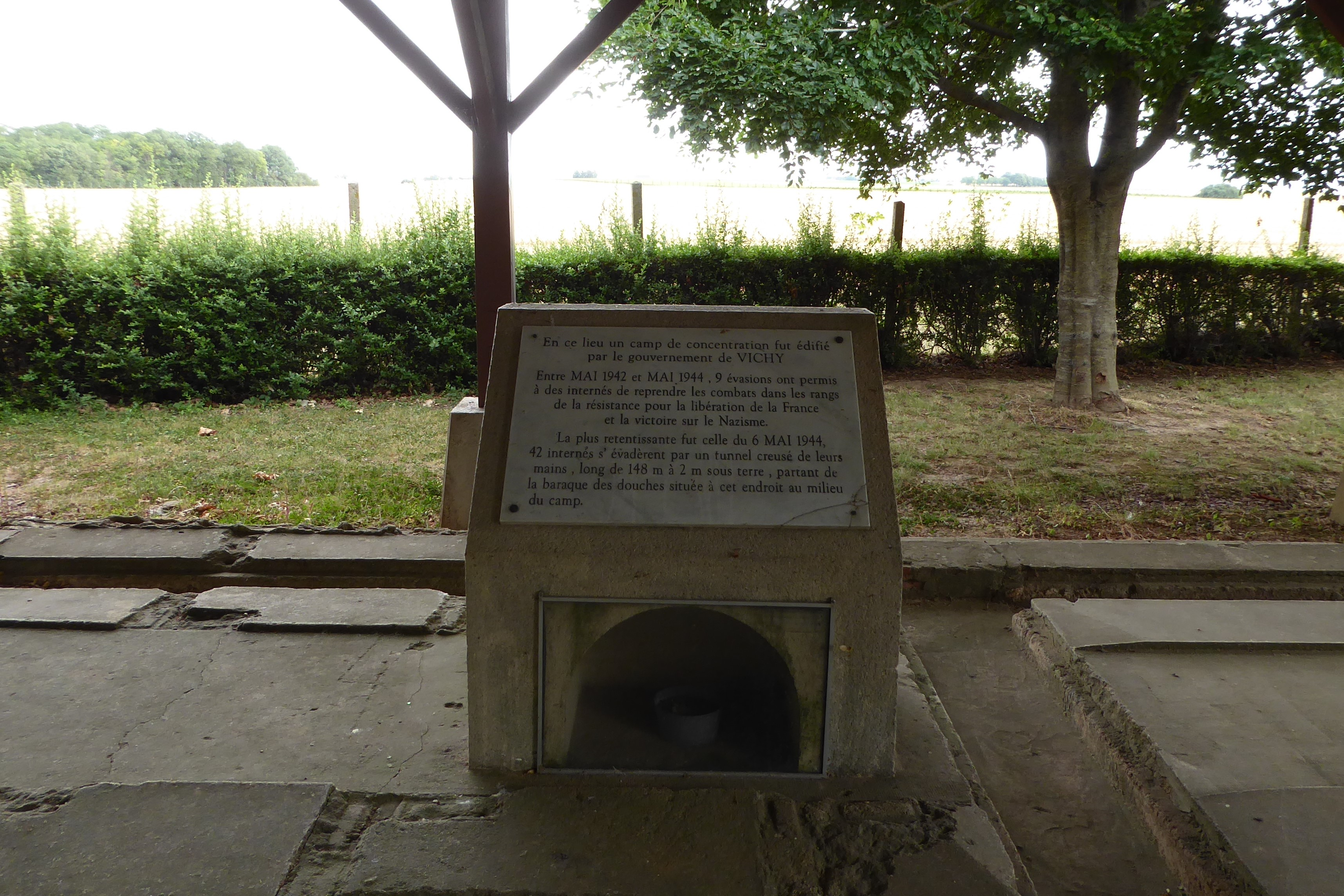
Point de départ du tunnel d'évasion.
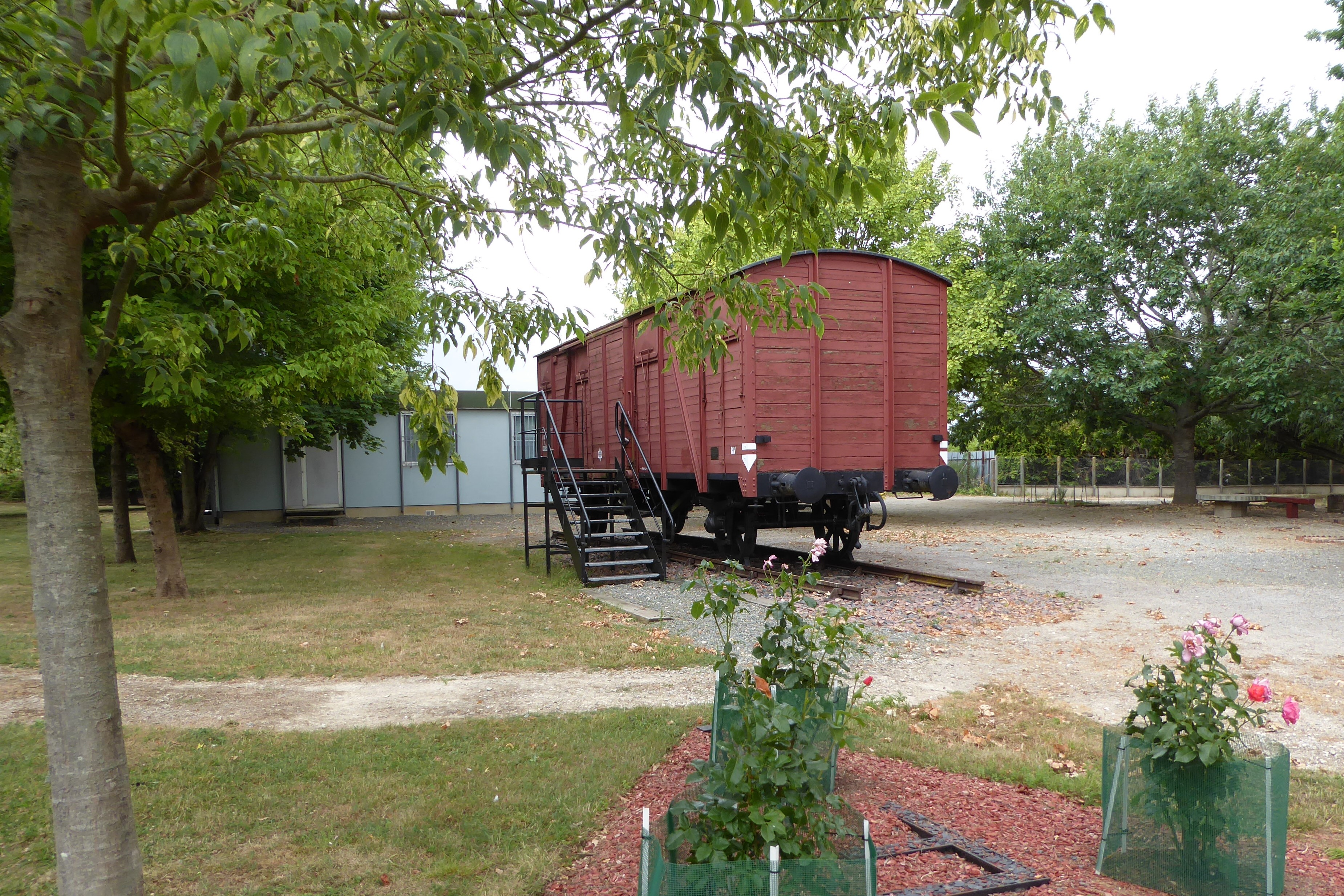
Wagon André Migdal.
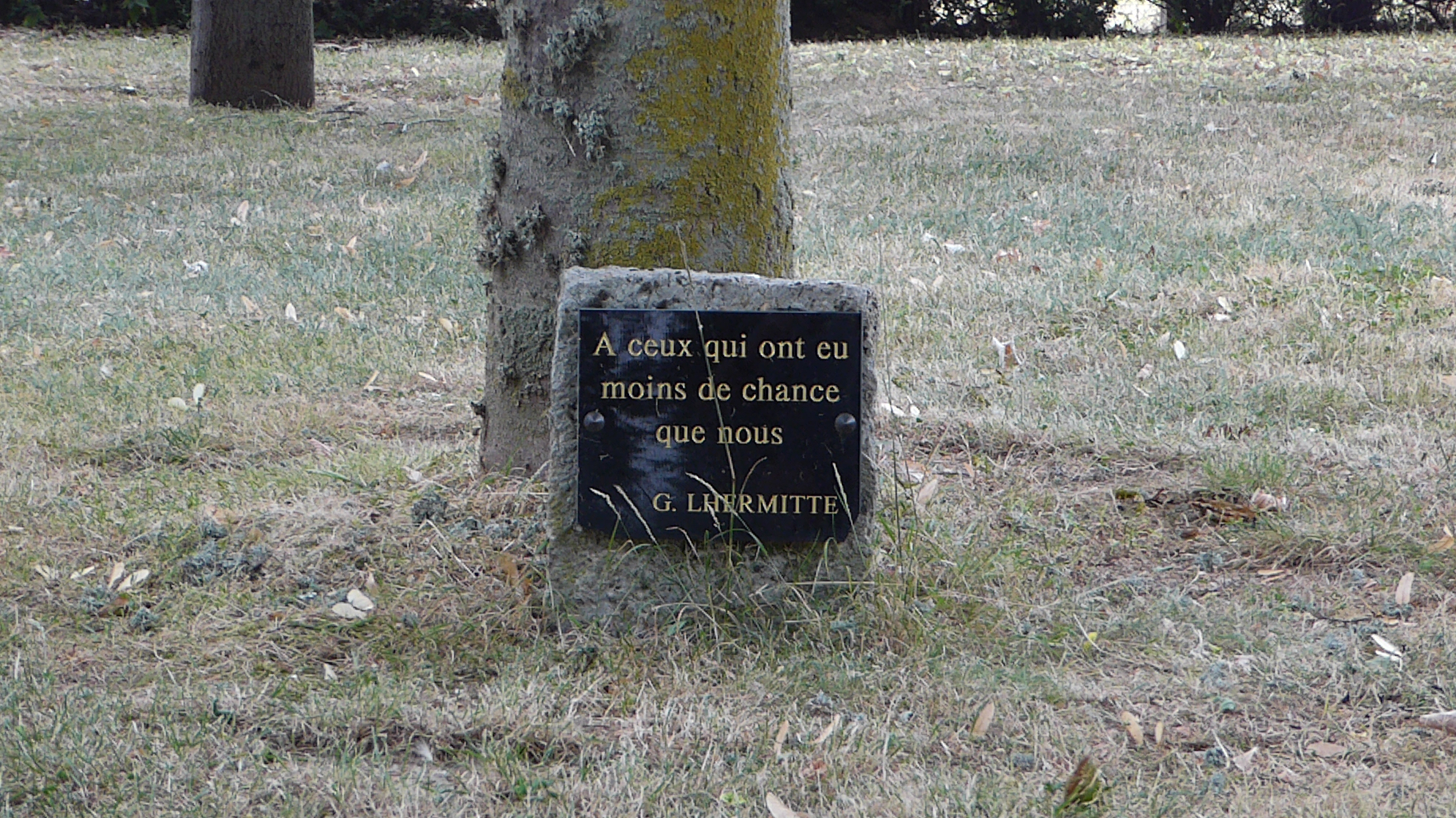
Stèle G. Lhermitte : « A ceux qui ont eu moins de chance que nous ».